# Mistrovství Evropy v zápasu řecko-římském 1969
Mistrovství Evropy v zápasu řecko-římském 1969 se konalo v Modeně, Itálie. 

## Bojkot
Mistrovství Evropy v zápasu řecko-římském v roce 1969 bojokovatli země východního bloku. Důvodem bylo stanovisko italské vlády pořádat mistrovství Evropy bez státních symbolů (vlajka, hymna). Důvodem tohoto kroku italské vlády byl politický statut Německé demokratické republiky (NDR). Německou demokratickou republiku ještě na začátku sedmdesátých let dvacátého století brali země západního bloku jako součást Spolkové republiky Německo a odmítali sportovcům z NDR udělovat víza.
Ze zemí východního bloku mimo Jugoslávie do turnaje zasáhl Československý výběr, po prvním kole však byli reprezentanti Československa stažení.

## Výsledky
| Kategorie | Zlato             | Stříbro           | Bronz             |
| --------- | ----------------- | ----------------- | ----------------- |
| 48 kg     | Rolf Lacour       | Lorenzo Calafiore | Muzaffer Can      |
| 52 kg     | Boško Marinko     | Sefik Namlı       | Fritz Huber       |
| 57 kg     | Risto Björlin     | Karlo Čović       | Giuseppe Bognanni |
| 62 kg     | Metin Alakoç      | Werner Hettich    | Michele Toma      |
| 68 kg     | Sreten Damjanović | Vahap Pehlivan    | Matti Poikala     |
| 74 kg     | Eero Tapio        | Momir Kecman      | Jan Karlsson      |
| 82 kg     | Milan Nenadić     | Jan Kårström      | Martti Laakso     |
| 90 kg     | Josip Čorak       | Tore Hem          | Roland Andersson  |
| 100 kg    | Pelle Svensson    | Aimo Mäenpää      | Alfons Hecher     |
| +100 kg   | Ömer Topuz        | Arne Robertsson   | Giuseppe Marcucci |